# Гарабуджаг
Гарабуджак (азерб. Qarabucaq) — посёлок в одноимённом административном округе Кюрдамирского района.

## Общая информация
Расположен в 8 км к северо-западу от районного центра Кюрдамира на Ширванской равнине. Один из двух посёлков в Кюрдамирском районе. Гарабуджак был основан в 1960-х годах для работников совхоза. Назван в честь одноимённого населённого пункта.
В 1978 году в Гарабуджаке проживало 1019 человек. Основными занятиями жителей являлись — виноградарство, разведение зерновых, животноводство, бахчеводство. Действовал животноводческий совхоз, из инфраструктуры имелись — средняя школа, дом культуры, библиотека, медпункт, детский сад, узел связи и другие учреждения.